# Johannes Kirschweng

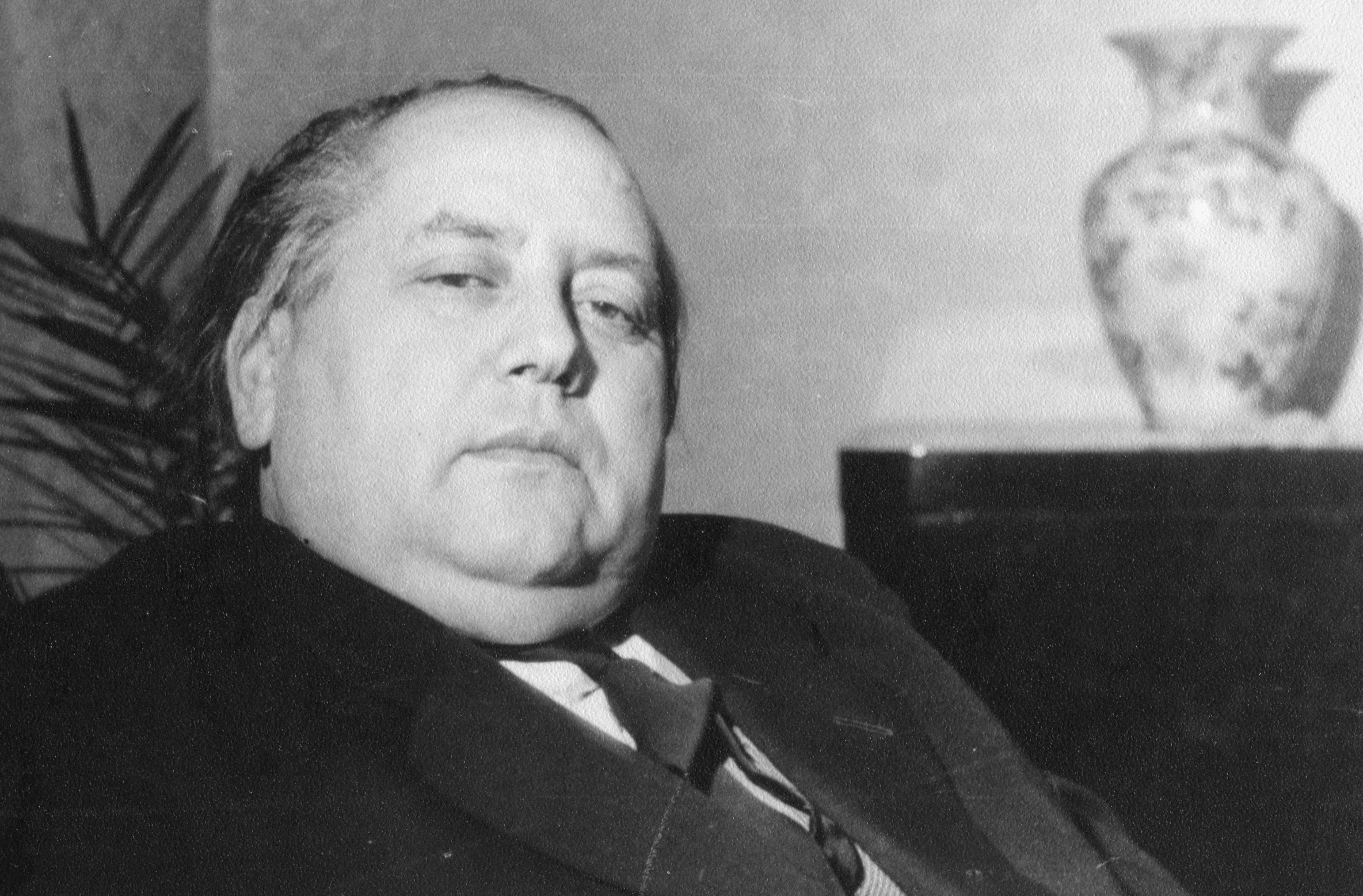
Johannes Kirschweng (1950)

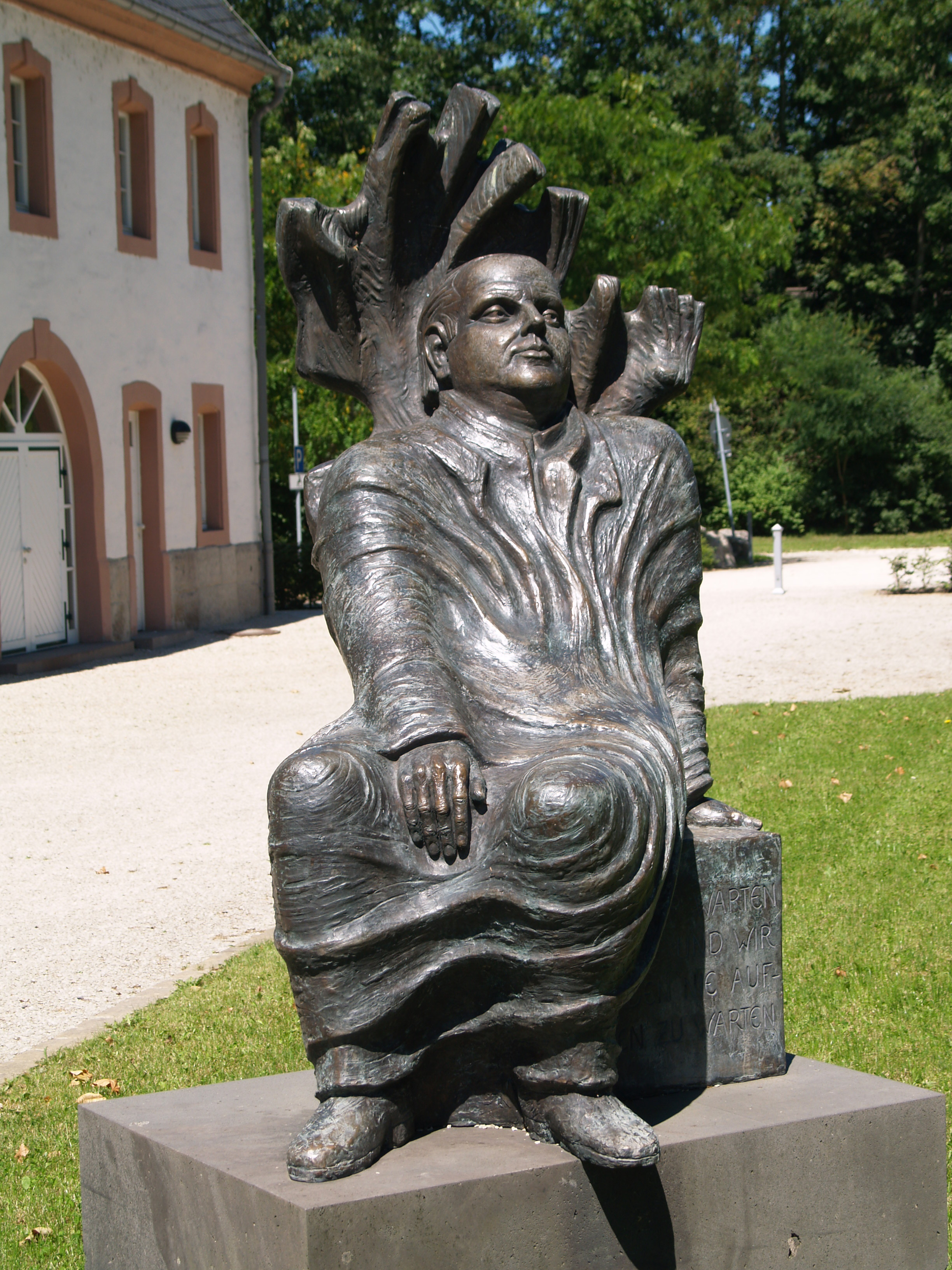
Bronze-Skulptur Johannes Kirschweng vor dem ehemaligen Gutshof der Prämonstratenserabtei Wadgassen

Johannes Kirschweng (* 19. Dezember 1900 in Wadgassen, Saar; † 22. August 1951 in Saarlouis) war ein deutscher Schriftsteller.

## Leben
Johannes Kirschweng war der Sohn des Schlossers Philipp Kirschweng (1871–1950), der in den Mannesmannröhren-Werken in Bous (Saar) arbeitete, und dessen Frau Luise, geborene Mathieu (1876–1949). Von 1907 bis 1912 besuchte er die Volksschule in Wadgassen, anschließend das Friedrich-Wilhelm-Gymnasium und das Bischöfliche Konvikt in Trier. Nach der Ablegung des Kriegsabiturs nahm er 1918 als Soldat der kaiserlichen Armee am Ersten Weltkrieg teil. Nach Kriegsende studierte er Katholische Theologie und Philosophie am Trierer Priesterseminar. Er empfing am 5. April 1924 das Sakrament der Priesterweihe. Bis 1926 wirkte er als Kaplan in Bernkastel/Mosel, anschließend in Bad Neuenahr. Gleichzeitig setzte er sein Theologiestudium an der Universität Bonn fort und beschäftigte sich mit deutscher und französischer Literaturgeschichte. Im August 1933 wurde ihm eine Stelle als Kaplan in Saarbrücken zugewiesen, die Kirschweng jedoch aus gesundheitlichen Gründen und weil er inzwischen begonnen hatte, sich verstärkt der Schriftstellerei zu widmen, nicht mehr antrat. Er wurde vom Trierer Bischof auf Dauer beurlaubt und zog sich als freier Schriftsteller nach Wadgassen zurück, wo er 1949 sein 25-jähriges Priesterjubiläum feierte und bis zu seinem zwei Jahre später „[i]n einem Spital von Saarlouis“ eingetretenen Tod lebte.

## Zum Werk
Kirschweng verfasste vorwiegend Romane, Erzählungen, Essays und Feuilletons, aber auch Gedichte und Märchen. Sein gesamtes Werk ist außer vom Katholizismus stark von der saarländischen Herkunft des Autors geprägt. Erste Arbeiten publizierte er in der von Georg Thurmair redigierten Zeitschrift junger deutscher Katholiken Die Wacht, die 1938 von den Nationalsozialisten verboten wurde. Kirschwengs setzte sich im Sinne der Deutschen Front für den Wiederanschluss des Saargebietes ans Deutsche Reich ein. Die Franzosen seien im Saargebiet, so Kirschweng, nicht willkommen. Daher lobte der national-konservative Feuilleton-Chef der Kölnischen Zeitung, Detmar Heinrich Sarnetzki, Kirschwengs Saar-Roman „Das wachsende Reich“ Anfang 1935 als Zeugnis für die „Deutschheit“ des Saarlandes, „weil uns aus ihm die ganze Liebe eines deutschen Herzens entgegenklingt.“ Kurz darauf wurde Kirschweng der erste, nach der Rückgliederung des Saargebiets von der NS-Kulturverwaltung neu geschaffene und mit 1.000 Reichsmark dotierte Westmarkpreis für Schrifttum verliehen und sein literarisches Schaffen als wichtiger Beitrag zum „Widerstand gegen die Entdeutschung des Saargebiets“ bewertet. Seit den späten Dreißigerjahren ging Kirschweng jedoch zunehmend auf Distanz zur nationalsozialistischen Ideologie; in seinen späten Werken setzte er sich für die deutsch-französische Verständigung ein.
Themen wie „Heimat“ und „Grenze“ ziehen sich durch Kirschwengs literarisches Schaffen. Sein enger Bezug zur saarländischen Heimat, insbesondere zur Geschichte seines Geburtsortes Wadgassen und seiner Historie sind immer wieder auch Gegenstand seiner Texte. Der ehemaligen Prämonstratenserabtei Wadgassen kommt dabei sein besonderes Augenmerk zu.
1949 verfasste Kirschweng, der nach dem Zweiten Weltkrieg zu einem Befürworter der Europäisierung des Saarlandes geworden war, im Auftrag von Kultusminister Emil Straus einen letztlich nicht verwendeten Text für die geplante Nationalhymne des damals teilautonomen Saarstaats, in dem er die – in den Farben der französischen Tricolore gehaltene – saarländische Staatsflagge in den Mittelpunkt rückte:
Weißes Kreuz in Blau und Rot – Glaube zwischen Gott und Erde

Blüte, Frucht und Wein und Brot – Eins und Alles, Hirt und Herde.

Was wir haben, was wir sind, glüht die Fahne treu zusammen.

Mann und Weib und Greis und Kind – Morgenrot und Abendflammen.

Jeder, der zu uns gehört, den das Land im Leid geboren,

gläubig auf das Zeichen schwört, das als Freie wir erkoren.

Weißes Kreuz in Blau und Rot – Glaube hoch bis in die Sterne,

Saarland, Freiheit, Licht und Brot, Liebe aller Näh' und Ferne.

## Nachlass
Kirschwengs Nachlass gilt als „fast völlig verloren.“ Die dürftigen Überreste werden im Literaturarchiv Saar-Lor-Lux-Elsass verwahrt.
Im Geistkirch Verlag erschienen 2023 wiederentdeckte Texte/Feuilletons aus der NS-Zeit.

## Werke
- Der Überfall der Jahrhunderte, München 1928
- Der goldene Nebel, Saarlouis 1930
- Aufgehellte Nacht, Freiburg 1931
- Zwischen Welt und Wäldern, Saarbrücken 1933
- Geschwister Sörb, Saarbrücken 1934
- Der Nußbaum, Saarlouis 1934
- Die Rückgliederung der Saar, Frankfurt am Main 1934 (zusammen mit Karl Busemann)
- Der Widerstand beginnt, Saarlouis 1934
- Die blaue Kerze oder Das Geheimnis der Heimat, Saarlouis 1935
- Das wachsende Reich, Bonn 1935[13]
- Feldwache der Liebe, Saarlautern 1936
- Spiel vom Dichter und Volk, Saarlautern 1936
- Das Haus, Saarlautern 1937
- Odilo und die Geheimnisse, Freiburg i. B. 1937[14]
- Ernte eines Sommers, Freiburg 1938
- Die Fahrt der Treuen, Freiburg 1938
- Der harte Morgen, Stuttgart 1938[15]
- Sterne überm Dorf, Saarlautern 1938
- Der Neffe des Marschalls, München [u. a.] 1939
- Lieder der Zuversicht, München 1940
- Das Tor der Freude, Bonn 1940
- Der Trauring, Jena 1940
- Trost der Dinge, Freiburg 1940
- Bernard Wieman, Osnabrück 1941
- Kleine Köstlichkeiten, Freiburg 1942
- Der ausgeruhte Vetter und andere beruhigende Geschichten, München 1942
- Die Jahreszeiten, Freiburg i. Br. 1944
- Das unverzagte Herz, Kolmar 1945
- Bewahrtes und Verheißendes, Saarlouis 1946
- Spät in der Nacht, München 1946
- Trostbüchlein an eine junge Frau, Trier 1947
- Last auf schmalen Schultern, Saarlouis 1948
- Der Schäferkarren, Saarbrücken 1948
- Der Traummacher, Saarbrücken 1948
- Mein Saar-Brevier, Saarbrücken 1949
- Wespen an der Brombeerbecke, 1951[16]
- Offene Herrgottsstuben, Leipzig 1956
- Das Schlehenmännchen, Battleford 1959[17]
- Heimkehr zum Sterben, Gütersloh 1959
- Die Uhr – Der große Philosoph, Battleford 1955[18]
- Erzählte Welt, Saarbrücken 1968
- Gesammelte Werke, Saarbrücken
  - 1. Erzählungen 1, 1974
  - 2. Erzählungen 2, 1976
  - 3. Erzählungen 3, 1976
  - 4. Erzählungen 4, 1978
  - 5. Das wachsende Reich. Feldwache der Liebe, 1975
  - 6. Romane 2, 1980
  - 7. Das Tor der Freude, 1981
  - 8. Gedichte Märchen, 1982
  - 9. Betrachtungen, Essays, Feuilletons 1, 1983
  - 10. Betrachtungen, Essays, Feuilletons 2, 1984
  - 11. Nachträge, biographischer Abriß, Bibliographie, 1986
- Mit Kirschweng durch das Jahr, Saarbrücken 1982
- Vom richtigen Menschen (Manfred Moßmann Hrsg), Geistkirch Verlag Saarbrücken, 2022, ISBN 978-3-551-78150-5.

## Übersetzungen
- Altfried: Das Leben des heiligen Liudger, Essen 1934